# Andrea Luchesi
Andrea Luchesi (Motta di Livenza, 23 mei 1741 - Bonn, 21 maart 1801), was een Italiaans organist en componist. Vanaf 1774 was hij Kapellmeister in Bonn.

## Biografie
Andrea Luchesi ontving muzikaal en algemeen onderwijs van zijn oudere broer, een leraar en kathedraalorganist. Op vijftienjarige leeftijd bevond hij zich in Venetië, waar hij met eminente musici (Baldassare Galuppi, Ferdinando Bertoni en anderen) studeerde. Hij werd bekend als organist en componist van werken voor orgel en klavecimbel, evenals instrumentale, godsdienstige en toneelmuziek. Hij werkte ook voor officiële vieringen van de Republiek Venetië. Hij had een didactische en artistieke verhouding met twee van meest gevorderde muzikale theoretici van die tijd, Padre Francesco Antonio Vallotti en graaf Giordano Riccati. In de lente van 1765 werd zijn opera L'isola della fortuna uitgevoerd in Wenen. Terwijl hij op reis was in Italië in 1771 ontmoette hij Leopold Mozart en diens zoon Wolfgang Amadeus in Venetië.
Eind 1771 bevond hij zich in Bonn, waar hij was uitgenodigd door Keurvorst van Keulen Maximilian Friederich. Na de dood van de vorige Kapellmeister (de oudste Ludwig van Beethoven, de grootvader van Beethoven), werd Andrea Luchesi in 1774 benoemd tot Kapellmeister. Hij verwierf het burgerschap van het prinsdom en in 1775 huwde hij Anthonetta d'Anthoin, dochter van een hogere raadgever van Maximilian Friederich. Met uitzondering van een bezoek aan Venetië in 1783-1784 leefde hij in Bonn tot zijn dood in 1801, hoewel hij zijn rol als Kapellmeister in 1794 beëindigde, toen de Franse troepen het hof onderdrukten.

## Werken
Was de muzikale productie van Luchesi zeer omvangrijk, het grootste deel is blijkbaar verdwenen, hoewel volgens tijdgenoten zijn werken zeer in trek waren. Dit kan gedeeltelijk toe te schrijven zijn aan het feit dat de werken van de Kapellmeister anoniem moesten worden gehouden tot zijn dood, waarna ze aan hem werden toegeschreven. In feite dragen geen werken de naam van Luchesi na zijn benoeming in 1774, met enkele uitzonderingen, zoals de opera Ademira, geschreven tijdens zijn verlofperiode in Venetië in 1784. Werken die officieel als van Luchesi worden beschouwd omvatten diverse opera's, godsdienstige muziek (missen, een Te Deum, een Stabat Mater, Oratoria, enzovoort), vieringsmuziek voor feesten in Venetië of voor ceremonies, symfonieën, sonates, concerten en vele orgelwerken, bijna alle geschreven voor 1774.